# Castello Aselmeyer
Das Castello Aselmeyer, auch Castello Grifeo, ist eine Burg aus den 1900er-Jahren im Viertel Chiaia von Neapel in der italienischen Region Kampanien. Das vom amerikanisch-neapolitanischen Architekten Lamont Young projektierte Gebäude liegt am Corso Vittorio Emanuele, 165.

## Geschichte und Beschreibung
Nach dem Erwerb der Grundstücke, die für den Bau der neuen Stadtstraße enteignet worden waren, war zunächst (im Jahre 1899) der Bau eines Hotels in Zusammenhang mit dem Parco Grifeo vorgesehen. In den Folgejahren wurden weitere Nachbargrundstücke erworben, um die Innenhöfe der Burg zu schaffen.

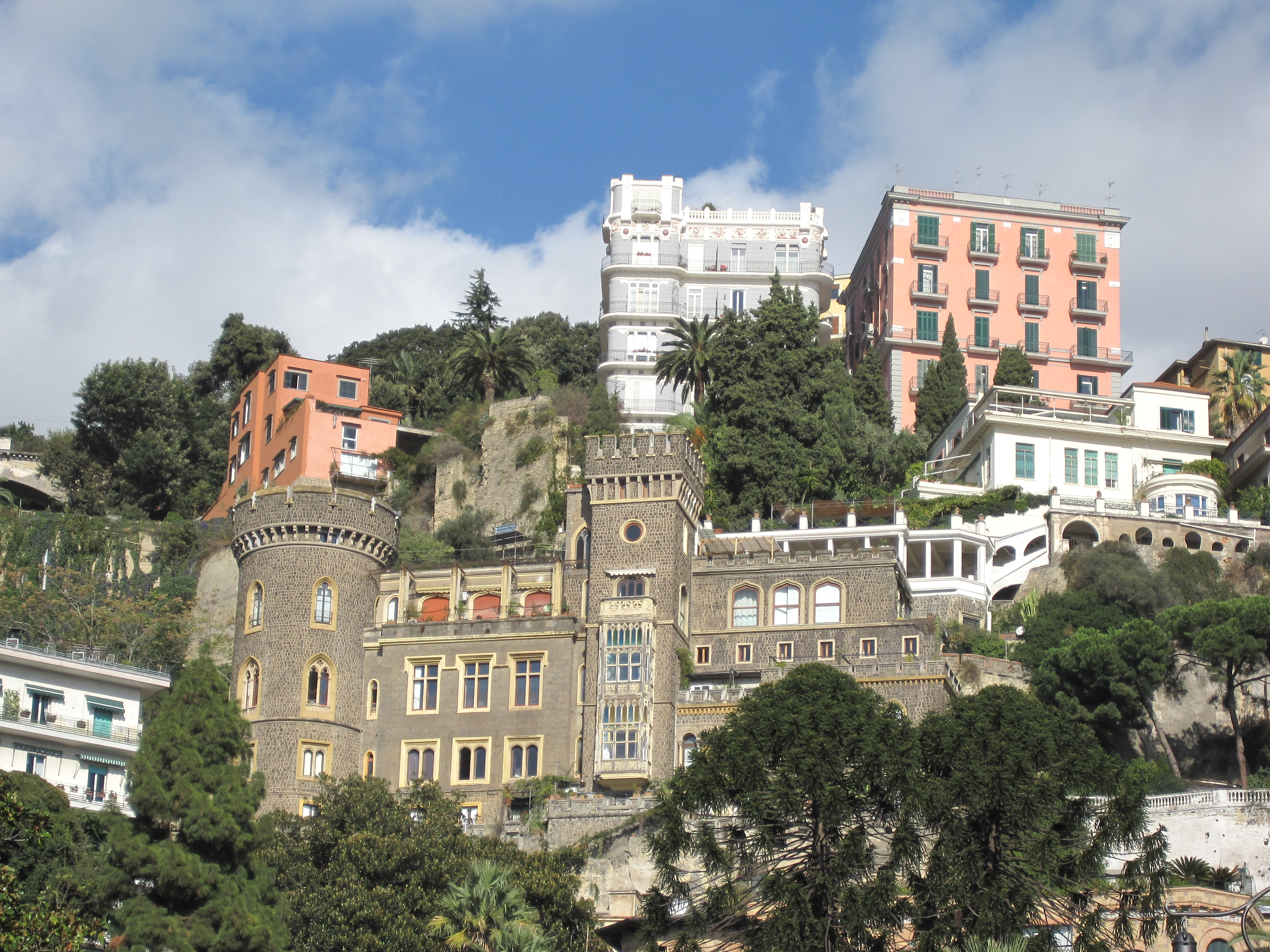
Detail an der Fassade zur Piazza Amadeo

Das Gebäude wurde im Jahre 1902 definitiv vom Bauunternehmen Mannajuolo als persönliche Residenz errichtet und zwei Jahre später an den Bankier Carlo Aselmeyer verkauft, als Young auf die Isola la Gaiola umzog. In den darauf folgenden Jahren wurden die Innenräume nach und nach immer weiter aufgeteilt, sodass mehrere Privatwohnungen entstanden.
Das Gebäude ist eines der erfolgreichsten Beispiele neugotischer Architektur in Neapel. Es zeigt zahlreiche autobiographische Elemente des Architekten und darüber hinaus Elemente elisabethanischer und jakobinischer Architektur.
Das Projekt zeigte sich als eine ein Kombination von Architekturelementen englischer Gotik, wie Kiel- und Spitzbögen, und hat hervorspringende Türme, was der Burg eine mittelalterliche Anmutung verleiht. Darüber hinaus verdienen auch die Materialien Beachtung, die zum Bau der Burg verwendet wurden: Die Fassade, die zwei seitliche Türme hat, ist vollständig mit Bossenwerk aus Vesuvgestein verkleidet, während die Oberflächen der Innenräume (Decken, Böden, Wände, Treppen, Türen) gänzlich aus Holz bestehen.
Die Burg sollte definitiv ein bedeutendes Werk für den Architekten werden; dieser sollte etwa zwanzig Jahre später, ebenfalls in Neapel, ein weiteres Gebäude bauen, das in vielen Aspekten an das am Corso Vittorio Emanuele erinnern sollte, nämlich die Villa Ebe an den Rampen von Pizzofalcone.